# Daniel Jones (Komponist)
Daniel Jenkyn Jones (* 7. Dezember 1912 in Pembroke, Wales; † 23. April 1993 in Swansea, Wales) war ein walisischer Komponist und Dirigent. Er stammte aus einer musikalischen Familie; sein Vater Jenkyn Jones war ebenfalls Komponist, seine Mutter Sängerin.

## Leben
Ab 1935 studierte er u. a. bei Sir Henry Wood und Harry Farjeon. 1951 gewann sein ’’Symphonic Prologue’’ den Ersten Preis der Royal Philharmonic Society. Er war seit der Schulzeit mit Dylan Thomas befreundet und komponierte 1954 die Musik zum Hörspiel Under Milk Wood. Die fertige Fassung wurde im Januar 1954 unter der Mitwirkung Richard Burtons, der den Hauptpart der Ersten Stimme sprach, zum ersten Mal im Radio gesendet und noch im gleichen Jahr mit dem bedeutenden Hörspielpreis Prix Italia, ausgezeichnet. Dylan Thomas sollte den Welterfolg von Under Milk Wood jedoch nicht mehr erleben; er war zwei Monate vor der bahnbrechenden Erstausstrahlung des Stücks im Alter von 40 Jahren gestorben.
Jones komponierte u. a. 14 Symphonien, die vierte davon hat er Dylan Thomas gewidmet.
1968 wurde Jones von Königin Elisabeth II. zum Officer des Order of the British Empire ernannt.

## Werke

### Kompositionen (Auswahl)
- Symphonie Nr. 4 (1954)
- Streichquartett (1957)
- The Country beyond the Stars (cantata) (1958)
- Orestes (Oper) (1967)
- String Trio (1970)
- Symphonie Nr. 9 (1974)
- Dance Fantasy (1976)
- Symphonie Nr. 10 (1981)
- Symphonie Nr. 12 (1985)
- Cello Konzert (1986)
- Streichquartett (1993)